# ドゥフチャン (ハダナラ氏)
ドゥフチャンは、明末清初のハダ･ナラ氏海西女直。
後金国アイシン･グルン樹立初期に弟ヤクチャンらとともに子弟を率いてヌルハチに帰順した。ハダから帰順した人丁を以て満洲鑲藍旗第5参領ジャラン第10佐領ニルが編成されると、初代佐領ニルイ･ジャンギンを務めた。

## 子孫
本章は基本的に『八旗滿洲氏族通譜』(漢・満)に拠り、そのほかの典拠のみ脚註を附した。また、人名カナ表記の後ろの (丸括弧) 内には、漢音写と満洲語転写を記載し、満洲語転写が不詳の人物は漢音写のみ記載した。また。文献からは他人物との続柄が明確にできない人物に就いては「父不詳」の文言を附した。
- ドゥフチャン
  - 子・ヘイセ (赫色heise)：ドゥフチャン子。防禦。
    - 孫父不詳・ジェクネ (哲庫訥jekune)：ドゥフチャン孫。吏部侍郎。
    - 孫父不詳・ヘンテイ (恒特hengtei)：ドゥフチャン孫。郎中。
      - 曾孫父不詳・チャンイン (常英canging)：ドゥフチャン曾孫。給事中。
      - 曾孫父不詳・フワリン (華林hūwalin)：ドゥフチャン曾孫。三等護衛。
      - 曾孫父不詳・チシ (齊什ciši)：ドゥフチャン曾孫。佐領ニルイ･ジャンギン。
      - 曾孫父不詳・フスフン (福斯渾fushūn)：ドゥフチャン曾孫。主事。
        - 玄孫父不詳・ジフ (積福jifu)：ドゥフチャン玄孫。佐領。
        - 玄孫父不詳・ジシャン (積善jišan)：ドゥフチャン玄孫。筆帖式ビトヘシ。
        - 玄孫父不詳・シデ (什德šide)：ドゥフチャン玄孫。佐領。
        - 玄孫父不詳・アムチャク (阿穆察庫/阿木査庫[2]amcakū)：ドゥフチャン玄孫。佐領。
- 族?弟[注 1]・ヤクチャン (雅克禪yakcan)：ドゥフチャン弟。佐領。
  - 侄・ハイセ (海色haise)：ヤクチャン子。佐領。
    - 姪孫・ハリ (哈理/哈禮[2]hari)：ヤクチャン孫。ハイセ子[2]。佐領。郎中。[2]
    - 姪孫・マムピ (滿丕mampi)：ヤクチャン孫。ハリ実?弟[2]。協領[注 2]。雲騎尉。
      - 曾姪孫・マチ (瑪齊maci)：マンピ子。雲騎尉。

    - 姪孫・シェントゥ (深圖/申圖[2]šentu)：ヤクチャン孫。マンピ実?弟[2]。佐領。内閣学士。礼部侍郎。
      - 曾姪孫・フワセ (華色/花色hūwase)：ヤクチャン曾孫。シェントゥ子[2]。佐領。副参領[2]。

    - 姪孫父不詳・イェントゥ (音圖yentu)：ヤクチャン孫。佐領。郎中。
    - 姪孫父不詳・イェンデブ (音德布yendebu)：ヤクチャン孫。驍騎校。
      - 曾姪孫父不詳・ヘショセ (赫碩色hešose)：ヤクチャン曾孫。筆帖式。

## 管轄ニル
本章は基本的に『欽定八旗通志』に拠った。そのほかの典拠のみ脚註を附す。

### 鑲藍旗 滿洲マンジュ

#### 第5 参領ジャラン第10 佐領ニル
後金国アイシン･グルン樹立初期にハダ地方から帰順した人丁で編成。
|   | 前任者との関係           | 任官者             | 退官理由 |
| - | ------------------------ | ------------------ | -------- |
| ① | -                        | 都瑚禪ドゥフチャン | 死歿     |
| ② | 弟                       | 雅克禪ヤクチャン   | 退官     |
| ③ | 子                       | 海色ハイセ         | 罷免     |
| ④ | 子                       | 哈禮ハリ           | 陣没     |
| ⑤ | 弟                       | 滿丕マムピ         | 陞官     |
| ⑥ | 弟                       | 申圖シェントゥ     | 死歿     |
| ⑦ | 子                       | 花色フワセ         | 罷免     |
| ⑧ | 都瑚禪ドゥフチャン玄孫   | 阿木査庫アムチャク | 死歿     |
| ⑨ | 叔高祖(高祖父の弟)の来孫 | 魏和諾             | 死歿     |
| ⑩ | 子                       | 窩賀               | 死歿     |
| ⑪ | 子                       | 廣德               | 死歿     |
| ⑫ | 叔高祖(高祖父の弟)の曾孫 | 薩明阿             | -        |

### 典拠
1. 1 2 3  “哈達地方納喇氏 (都琥禪)”. 八旗滿洲氏族通譜. 23. 燕京大學図書館 (Harvard Univ.) 蔵. p. 24
2. 1 2 3 4 5 6 7 8 9 10 11 12  “鑲藍旗滿洲佐領下 (第五參領第十佐領)”. 欽定八旗通志. 17

### 註釈
1. ↑  『八旗滿洲氏族通譜』に「都琥禪之弟」、『欽定八旗通志』に「都瑚禪故以其弟雅克禪管理」とあり、どちらも「弟」としか記載されていない為、実弟なのか族弟なのかここでは判然としない。(『八旗滿洲氏族通譜』では実弟は「親弟」または兄弟中の出生順を冠して「◯弟」(＝第◯男にあたる弟の意) と記載される為、弟だけの場合は実弟でないことが多い。)
2. ↑  『欽定八旗通志』では「盛京固山大」としている。「協領」は満洲語で「meiren i janggin」。
3. ↑  原文「歿於軍」で交戦中とは限らない為、厳密には「陣没」にはあたらないが、便宜上ここでは「陣没」とした。
4. ↑  アムチャクの高祖父はドゥフチャン。その弟なのでヤクチャンか。

## 文献

### 史書
- 愛新覚羅氏弘昼, 西林覚羅氏鄂尔泰, 富察氏福敏, 徐元夢『八旗滿洲氏族通譜』四庫全書, 乾隆9年1744 (漢) ＊Harvard Univ. Lib.所蔵版
  - 『ᠵᠠᡴᡡᠨ ᡤᡡᠰᠠᡳ ᠮᠠᠨᠵᡠᠰᠠᡳ ᠮᡠᡴᡡᠨ ᡥᠠᠯᠠ ᠪᡝ ᡠᡥᡝᡵᡳ ᡝᠵᡝᡥᡝ ᠪᡳᡨᡥᡝ Jakūn gūsai Manjusai mukūn hala be uheri ejehe bithe』四庫全書, 乾隆10年1745 (満) ＊東京大学アジア研究図書館デジタルライブラリ
- フチャ氏フルンガ『欽定八旗通志』嘉慶元年1796 (漢) ＊Wikisource